# Борское сельское поселение (Кировская область)
Бо́рское сельское поселение — муниципальное образование в составе Афанасьевского района Кировской области России. Административный центр — посёлок Бор.

## История
Борское сельское поселение образовано 1 января 2006 года в соответствии с Законом Кировской области от 07.12.2004 № 284-ЗО, в него вошла территория бывшего Борского сельского округа.
Законом Кировской области от 27 июля 2007 года № 151-ЗО в состав Борского сельского поселения включена территория упразднённого Берёзовского сельского поселения.

## Население
| 2010 | 2012 | 2013 | 2014 | 2015 | 2016 | 2017 |
| ---- | ---- | ---- | ---- | ---- | ---- | ---- |
| 1037 | ↘973 | ↘955 | ↘914 | ↘889 | ↘870 | ↘837 |
| 2018 | 2019 | 2020 | 2021 |      |      |      |
| ↘796 | ↘773 | ↘731 | ↘702 |      |      |      |

## Состав
В состав поселения входят 16 населённых пунктов (население, 2010):
| - посёлок Бор — 630 чел.; - посёлок Афонята — 101 чел.; - деревня Бор — 26 чел.; - деревня Ванино — 113 чел.; - деревня Гришата; - деревня Доронята — 0 чел.; - деревня Зяблово — 0 чел.; - деревня Крючковская — 0 чел.; | - деревня Лаврушата — 32 чел.; - деревня Лаптаха — 0 чел.; - деревня Никишата — 13 чел.; - деревня Новый Посёлок; - деревня Паржата; - деревня Светлаковы — 0 чел.; - посёлок Сюзьва — 105 чел.; - деревня Часовня — 12 чел. |